# Bébédjia
Bébédjia és un poble de la regió de Logone Oriental (abans de la Prefectura de Logone Oriental) de Txad. Es troba a prop dels camps de petroli de Doba. El dia 9 de maig de 2007, fou fortament copejat dues vegades per un tornado amb només sis hores de diferència, assassinant 14 persones i ferint de gravetat a 145 persones. També va causar enormes destrosses materials, quedant el 95% de la població destruïda.

## Història
Arran la purga i expulsió forçosa del Gabriel Lisette per part de François Tombalbaye, el dia 5 d'octubre de 1960 van esclatar les primeres protestes del país contra Tombalbaye en aquesta ciutat i en Moundou i després es va estendre per tot el departament de Logone.

## Demografia
|      | Població |
| ---- | -------- |
| 1993 | 9 330    |
| 2009 | 28 195   |